# Louis-Charles Féron
Louis-Charles Féron (Saint-Grégoire-du-Vièvre, 30 novembre 1794 – Clermont, 24 dicembre 1879) è stato un vescovo cattolico francese, vescovo di Clermont dal 1833 al 1879.

## Biografia
Louis-Charles Féron nacque nel 1794 a Saint-Grégoire-du-Vièvre, in Normandia, figlio di Jean-Charles Féron (1767-1853), proveniente da un'antica famiglia di contadini e commercianti, e Marie-Anne Huard (1770-1853).
Fu ordinato sacerdote per la diocesi di Évreux dal vescovo Jean-Baptiste Bourlier il 14 febbraio 1818.
Fu quindi parroco del cantone di Évreux-Sud fino al 1824, quando il vescovo Salmon du Châtelier lo nominò arciprete della cattedrale di Notre-Dame e membro del consiglio di fabbrica dal 1825. In questa occasione divenne canonico del capitolo della cattedrale.
Il 21 novembre 1833 re Luigi Filippo lo nominò vescovo di Clermont, ricevendo l'investitura canonica di papa Gregorio XVI il 20 gennaio 1834. Ricevette la consacrazione episcopale il 16 marzo seguente dalle mani dell'arcivescovo Hyacinthe-Louis de Quélen, arcivescovo metropolita di Parigi, co-consacranti i vescovi Romain-Frédéric Gallard, vescovo di Meaux, e Louis-Marie-Edmond Blanquart de Bailleul, vescovo di Versailles.
Si insediò ufficialmente nella cattedrale di Clermont il 15 aprile 1834.
Napoleone III lo nominò cavaliere della Legion d'onore con decreto imperiale il28 dicembre 1854, promuovendolo poi al grado di ufficiale il 9 luglio 1862.
Morì nel palazzo episcopale di Clermont il 24 dicembre 1879, all'età di 85 anni e dopo esser stato vescovo per 45.

## Genealogia episcopale e successione apostolica
La genealogia episcopale è:
- Cardinale Guillaume d'Estouteville, O.S.B.Clun.
- Papa Sisto IV
- Papa Giulio II
- Cardinale Raffaele Sansone Riario
- Papa Leone X
- Papa Paolo III
- Cardinale Francesco Pisani
- Cardinale Alfonso Gesualdo di Conza
- Papa Clemente VIII
- Cardinale Pietro Aldobrandini
- Cardinale Laudivio Zacchia
- Cardinale Antonio Barberini, O.F.M.Cap.
- Cardinale Nicolò Guidi di Bagno
- Arcivescovo François de Harlay de Champvallon
- Cardinale Louis-Antoine de Noailles
- Vescovo Jean-François Salgues de Valderies de Lescure
- Arcivescovo Louis-Jacques Chapt de Rastignac
- Arcivescovo Christophe de Beaumont du Repaire
- Cardinale César-Guillaume de la Luzerne
- Arcivescovo Gabriel Cortois de Pressigny
- Arcivescovo Hyacinthe-Louis de Quélen
- Vescovo Louis-Charles Féron

La successione apostolica è:
- Vescovo Pierre-Alfred Grimardias (1866)
- Arcivescovo Jean-Baptiste Salpointe (1869)